# Reigando
Reigandō (霊巌洞? lett. "grotta spirito") è una grotta situata nei monti ad ovest della città di Kumamoto, nell'isola di Kyūshū, Giappone, in cui ha risieduto per un certo periodo il leggendario samurai Miyamoto Musashi (宮本武蔵?).
A partire dal 1643, Musashi passò molti dei suoi ultimi giorni nella grotta, meditando e lavorando alla scrittura del Libro dei Cinque Anelli (五輪書?, Go rin no sho) e del Dōkkōdō (獨行道? "La via della solitudine" o "La via da seguire soli").
La grotta è facilmente accessibile via bus dalla città di Kumamoto e dalla vicina Tamana.